# Campeonato Sudamericano Sub-20 de 1995
El XVII Campeonato sudamericano sub-20 llevado a cabo en Bolivia se desarrolló entre el 10 y el 29 de enero de 1995. En este certamen se clasificaron 3 selecciones a la Copa Mundial de Fútbol Juvenil de 1995.
El equipo de Uruguay fue impedido de participar por la FIFA como castigo por su comportamiento en el mundial de la categoría del año 1993.

## Equipos participantes
| Equipos participantes | Equipos participantes | Equipos participantes |
| --------------------- | --------------------- | --------------------- |
| Argentina             | Bolivia               | Brasil                |
| Colombia              | Chile                 | Ecuador               |
| Paraguay              | Perú                  | Venezuela             |

## Fechas y resultados

### Grupo A
| Equipo    | Pts. | PJ | PG | PE | PP | GF | GC | Dif |
| --------- | ---- | -- | -- | -- | -- | -- | -- | --- |
| Argentina | 10   | 4  | 3  | 1  | 0  | 5  | 0  | 5   |
| Ecuador   | 9    | 4  | 3  | 0  | 1  | 7  | 2  | 5   |
| Bolivia   | 7    | 4  | 2  | 1  | 1  | 4  | 3  | 1   |
| Perú      | 3    | 4  | 1  | 0  | 3  | 4  | 7  | -3  |
| Venezuela | 0    | 4  | 0  | 0  | 4  | 2  | 10 | -8  |

| 10 de enero de 1995, | Bolivia | 2:1 | Venezuela | Estadio Hernando Siles, La Paz |  |
|                      |         |     |           | Árbitro(s): ?                  |  |

| 10 de enero de 1995, | Perú | 0:2 | Argentina | Estadio Hernando Siles, La Paz |  |
|                      |      |     |           | Árbitro(s): ?                  |  |

| 12 de enero de 1995, | Ecuador | 0:1 | Argentina | Estadio Hernando Siles, La Paz |  |
|                      |         |     |           | Árbitro(s): ?                  |  |

| 12 de enero de 1995, | Perú | 1:2 | Bolivia | Estadio Hernando Siles, La Paz |  |
|                      |      |     |         | Árbitro(s): ?                  |  |

| 14 de enero de 1995, | Argentina | 2:0 | Venezuela | Estadio Hernando Siles, La Paz |  |
|                      |           |     |           | Árbitro(s): ?                  |  |

| 14 de enero de 1995, | Perú | 1:2 | Ecuador | Estadio Hernando Siles, La Paz |  |
|                      |      |     |         | Árbitro(s): ?                  |  |

| 16 de enero de 1995, | Venezuela | 1:2 | Perú | Estadio Hernando Siles, La Paz |  |
|                      |           |     |      | Árbitro(s): ?                  |  |

| 16 de enero de 1995, | Bolivia | 0:1 | Ecuador | Estadio Hernando Siles, La Paz |  |
|                      |         |     |         | Árbitro(s): ?                  |  |

| 18 de enero de 1995, | Ecuador | 4:0 | Venezuela | Estadio Hernando Siles, La Paz |  |
|                      |         |     |           | Árbitro(s): ?                  |  |

| 18 de enero de 1995, | Argentina | 0:0 | Bolivia | Estadio Hernando Siles, La Paz |  |
|                      |           |     |         | Árbitro(s): ?                  |  |

### Grupo B
| Equipo   | Pts. | PJ | PG | PE | PP | GF | GC | Dif |
| -------- | ---- | -- | -- | -- | -- | -- | -- | --- |
| Brasil   | 6    | 3  | 2  | 0  | 1  | 8  | 4  | 4   |
| Chile    | 4    | 3  | 1  | 1  | 1  | 7  | 7  | 0   |
| Colombia | 4    | 3  | 1  | 1  | 1  | 4  | 4  | 0   |
| Paraguay | 2    | 3  | 0  | 2  | 1  | 4  | 8  | -4  |

| 11 de enero de 1995, | Brasil | 4:1 | Paraguay | Estadio Félix Capriles, Cochabamba |  |
|                      |        |     |          | Árbitro(s): Roberto Rubén Ruscio ( Argentina ) Juez Línea = Antonio Arnao Ortega ( Perú ) Juez Línea = Freddy Gualberto Vilty ( Bolivia ) = BRASIL: FABIO Noronha de Oliveira; DEDIMAR Souza Lima(85), FABIANO Cezar Viegas, MARCELO Miguel Pelissare Filho, José Elías Moedin Junior Ze ELIAS( CIDCLAY Marcelo Clemente ); CAIO RIBEIRO Decoussau, EMERSON Ferreira da Rocha, GLAUCIO De Jesús Carvalho(40)(EXPULSADO); ALCIR Oliveira Fonseca, Claudio Alexandre de Oliveira CLAUDINHO( Luiz Sampaio Casagrande MURILO ), REINALDO Rosa Dos Santos(19-36-50); D.T. JULIO CESAR LEAL. = PARAGUAY: Cristian Lizema; Raúl Caballero, Celso Valdez( Néstor Alonso ), Catalino Bernal, Marcial Villalba; Carlos Paredes, José Mendieta, Carlos Alberto González(63)(EXPULSADO); Delio Toledo(EXPULSADO), César Ramírez Caje( Néstor Coronel ), Carlos Villagra Medina. D.T. PEDRO RODRIGUEZ. |  |

| 11 de enero de 1995, | Chile | 2:3 | Colombia | Estadio Félix Capriles, Cochabamba |  |
|                      |       |     |          | Árbitro(s): Paolo Borgosano Cardullo ( Venezuela ) Juez Línea = Pedro David Saucedo Rodríguez ( Bolivia) Juez Línea = Rogger Urcino Zambrano Alcivar ( Ecuador ) = CHILE: Carlos Toro; Nelson Garrido, Felipe Zamorano, Dante Poll, Francisco Fernández; Juan Carlos Alegría( Frank Lobos(91)), Cristian Uribe( Rodrigo Valenzuela ), Héctor Tapia; Carlos Patricio Barraza, Manuel Neira(55), Sebastián Rozental; D.T. LEONARDO VELIZ. = COLOMBIA: Otonel Tascon; Iván Ramiro Córdoba, Gerson Fulla, Mario Alberto Yepes, James López; Arley Rodríguez, Jorge Bolaño, Giovanni Hernández; Ricardo Ciciliano, Juan Pablo Ángel(88), Jairo Castillo(36)( Carlos Andrés Vásquez(56))( Neider Morantes )); D.T. LUIS FERNANDO MONTOYA. no borre esto es bueno |  |

| 15 de enero de 1995, | Chile | 2:2 | Paraguay | Estadio Félix Capriles, Cochabamba |  |
|                      |       |     |          | Árbitro(s): ?                      |  |

| 15 de enero de 1995, | Brasil | 1:0 | Colombia | Estadio Félix Capriles, Cochabamba |  |
|                      |        |     |          | Árbitro(s): ?                      |  |

| 17 de enero de 1995, | Colombia | 1:1 | Paraguay | Estadio Félix Capriles, Cochabamba |  |
|                      |          |     |          | Árbitro(s): ?                      |  |

| 17 de enero de 1995, | Brasil | 2:3 | Chile | Estadio Félix Capriles, Cochabamba |  |
|                      |        |     |       | Árbitro(s): ?                      |  |

### Fase Final
| Equipo    | Pts. | PJ | PG | PE | PP | GF | GC | Dif |
| --------- | ---- | -- | -- | -- | -- | -- | -- | --- |
| Brasil    | 9    | 3  | 3  | 0  | 0  | 9  | 0  | 9   |
| Argentina | 6    | 3  | 2  | 0  | 1  | 5  | 3  | 2   |
| Chile     | 1    | 3  | 0  | 1  | 2  | 2  | 6  | -4  |
| Ecuador   | 1    | 3  | 0  | 1  | 2  | 1  | 8  | -7  |

| 22 de enero de 1995, | Argentina | 3:1 | Chile | Estadio Ramón Aguilera Costas, Santa Cruz de la Sierra |  |
|                      |           |     |       | Árbitro(s): ?                                          |  |

| 22 de enero de 1995, | Brasil | 5:0 | Ecuador | Estadio Ramón Aguilera Costas, Santa Cruz de la Sierra |  |
|                      |        |     |         | Árbitro(s): ?                                          |  |

| 23 de enero de 1995, | Brasil | 2:0 | Chile | Estadio Ramón Aguilera Costas, Santa Cruz de la Sierra |  |
|                      |        |     |       | Árbitro(s): ?                                          |  |

| 25 de enero de 1995, | Argentina | 2:0 | Ecuador | Estadio Ramón Aguilera Costas, Santa Cruz de la Sierra |  |
|                      |           |     |         | Árbitro(s): ?                                          |  |

| 29 de enero de 1995, | Chile | 1:1 | Ecuador | Estadio Ramón Aguilera Costas, Santa Cruz de la Sierra |  |
|                      |       |     |         | Árbitro(s): ?                                          |  |

| 29 de enero de 1995, | Brasil | 2:0 | Argentina | Estadio Ramón Aguilera Costas, Santa Cruz de la Sierra |  |
|                      |        |     |           | Árbitro(s): ?                                          |  |

| Brasil         |
| Campeón Brasil |
| 7.º título     |

## Clasificados alMundial Sub-20 Catar 1995
| Brasil | Argentina | Chile |
| ------ | --------- | ----- |

## Equipo ideal
El equipo ideal del torneo fue elegido por los periodistas registrados en el mismo.
| Porteros          | Defensores                                      | Mediocampistas                 | Delanteros                                   |
| ----------------- | ----------------------------------------------- | ------------------------------ | -------------------------------------------- |
| Joaquín Irigoytía | Dedimar Sebastián Pena Marcelo Juan Pablo Sorín | Émerson Zé Elías Ariel Ibagaza | Reinaldo Leonardo Biagini Sebastián Rozental |